# Buddleja euryphylla
Buddleja euryphylla là một loài thực vật có hoa trong họ Huyền sâm. Loài này được Standl. & Steyerm. mô tả khoa học đầu tiên năm 1947.